# 24999 Ієронімус
24999 Ієронімус (24999 Hieronymus) — астероїд головного поясу, відкритий 24 липня 1998 року.
Тіссеранів параметр щодо Юпітера — 3,402.